# 74024 Hrabě
74024 Hrabě è un asteroide della fascia principale. Scoperto nel 1998, presenta un'orbita caratterizzata da un semiasse maggiore pari a 2,4174142 UA e da un'eccentricità di 0,1348411, inclinata di 1,77384° rispetto all'eclittica.